# Spodoptera cosmioides
Spodoptera cosmioides là một loài bướm đêm trong họ Noctuidae.